# ترقيش

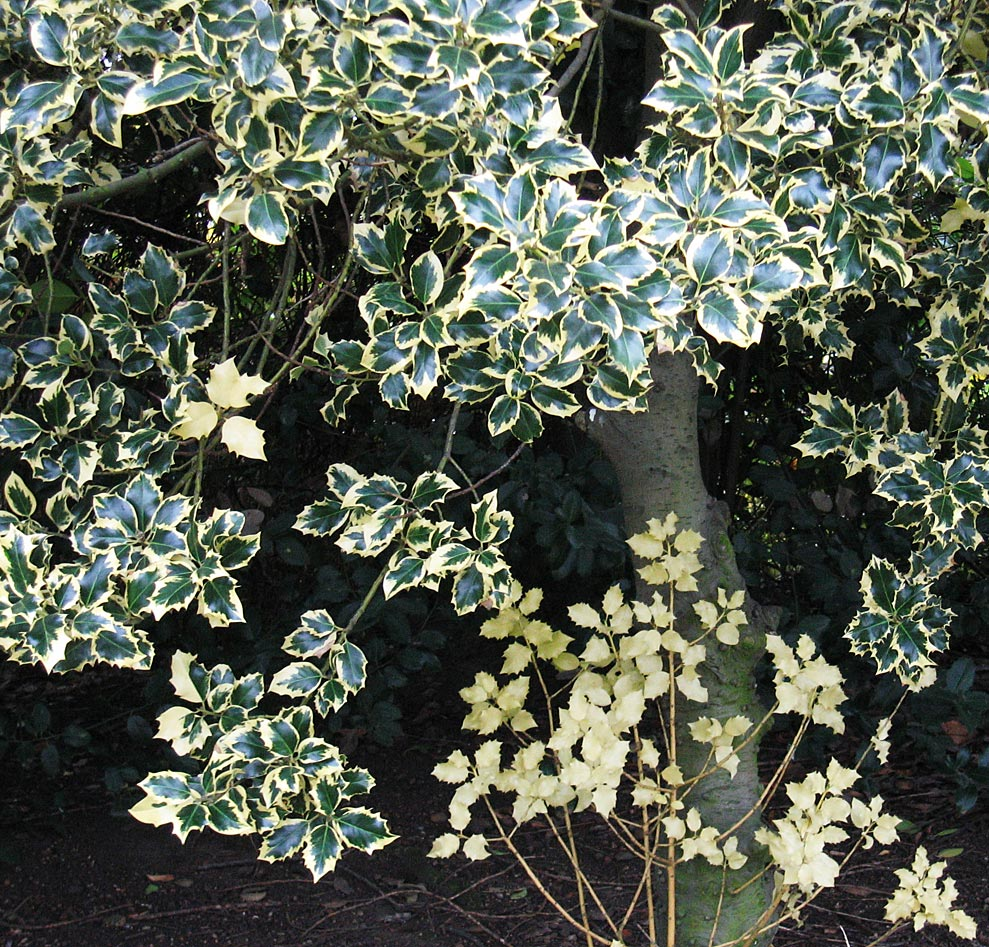

الترقيش (بالإنجليزية: Variegation)‏، هو تباين وظهور الألوان في أوراق الأشجار، وعادةً ما تكون بيضاء أو صفراء. ونادراً ما يحدث ترقيش الأوراق المتنوعة في الطبيعة. ويوجد الترقيش في بعض الأحيان على أنواع من الأفراد المتنوعة في غابات الغابات المطيرة الاستوائية، ويتواجد في الكثير من النباتات المنزلية المتنوعة.